# Cabo San Juan (Guinea Ecuatorial)
Cabo San Juan es un promontorio ubicado en la región continental de Río Muni, en Guinea Ecuatorial, que está localizado justo al norte de Punta Negra, la Bahía de Corisco, Punta Corona, y la isla de Corisco, frente al Océano Atlántico y el vecino país de Santo Tome y Príncipe y al sur de Etembue. 

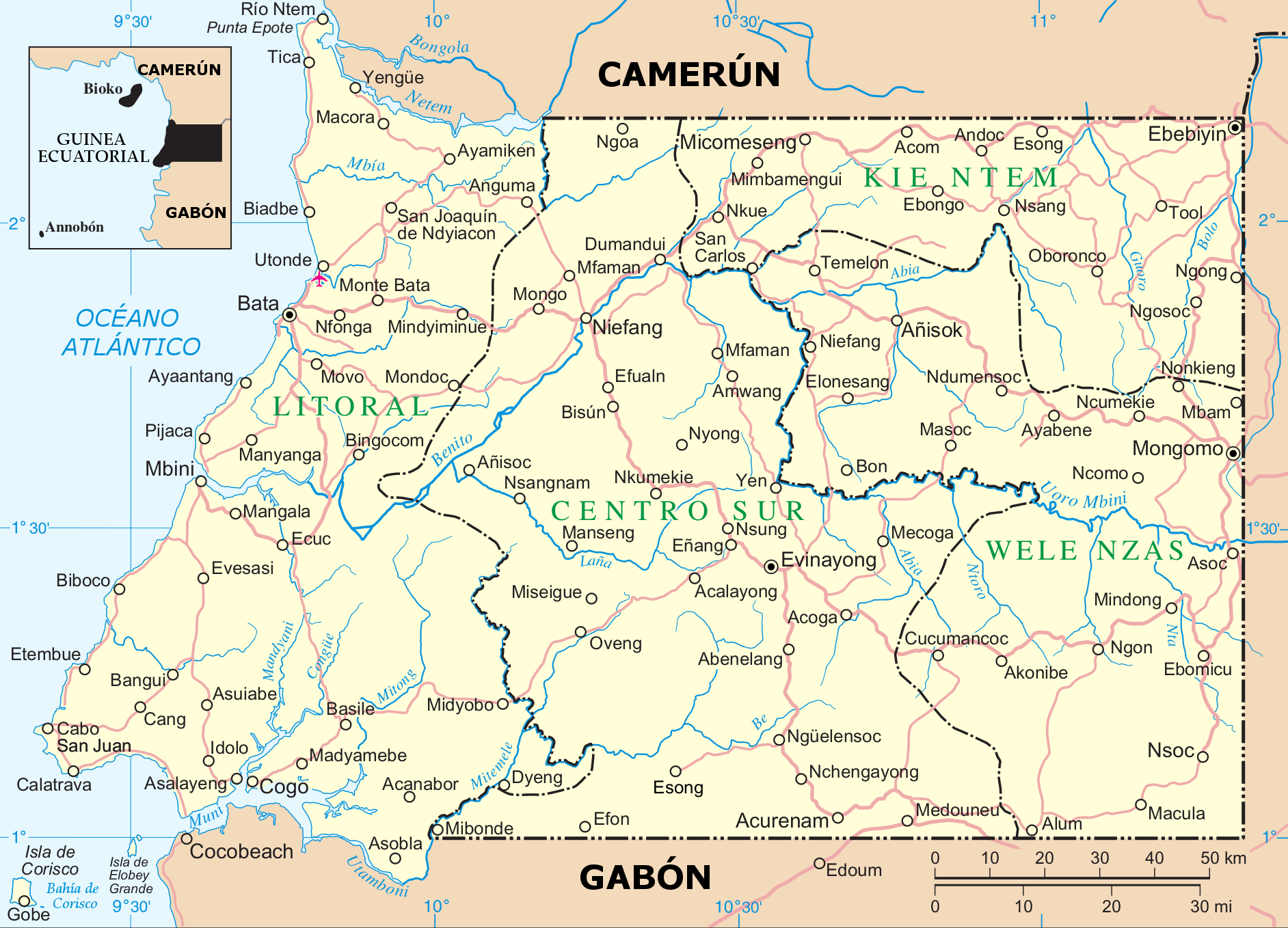
Mapa de la Región Continental de Guinea Ecuatorial. Cabo San Juan se encuentra abajo a la izquierda.

Administrativamente una parte de la Provincia de Litoral, su importancia radica en que es el punto más occidental de la costa continental de Guinea Ecuatorial. Cerca del cabo más al norte (a 3 km) se encuentra una localidad con el mismo nombre, junto con la localidad de Casablanca (4 km al norte). Durante la época colonial en el que el territorio era una posesión española conocida como Guinea Española se realizaron estudios en los que se recolectaron numerosos arácnidos.